# Édouard Claparède
Édouard Claparède, född 24 mars 1873 och död 29 september 1940, var en fransk-schweizisk psykolog.
Claparède var ursprungligen nervläkare och lärjunge till Wilhelm Wundt, och Théodore Flournoy vilken han efterträdde som professor i experimentell psykologi vid universitetet i Genève. Claparède strävade efter att med uteslutande av all metafysik utbilda psykologin i naturvetenskaplig riktning. Han behandlade särskilt djurpyskologiska och barnpsykologiska frågor. Grundfaktorn i människans andliga liv såg Claparède som intresset, som styr våra tankeförbindelser, och han kritiserade här skarpt associationsläran i arbetet L'association des idées (1903). Sömn är enligt Claprède intresseslöshet. Uppfostran bör inriktas på att stimulera intresset och självverksamheten, en uppfattning som han utvecklade i La psychologie de l'enfant (5:e upplagan 1916). 
Tillsammans med Pierre Bovet grundande han 1912 i enlighet med sina tankegångar Institut Jean Jacques Rosseau i Genève.